# Полк (округ, Міннесота)
Шаблон:StateAbbr_ 47°46′ пн. ш. 96°24′ зх. д. / 47.77° пн. ш. 96.4° зх. д.
Округ Полк (англ. Polk County) — округ (графство) у штаті Міннесота, США. Ідентифікатор округу 27119.

## Історія
Округ утворений 1858 року.

## Демографія
За даними перепису
2000 року
загальне населення округу становило 31369 осіб, зокрема міського населення було 15393, а сільського — 15976.
Серед мешканців округу чоловіків було 15537, а жінок — 15832. В окрузі було 12070 домогосподарств, 8045 родин, які мешкали в 14008 будинках.
Середній розмір родини становив 3,07.
Віковий розподіл населення поданий у таблиці:
| Стать    | До 15 років | 15-21 | 22-29 | 30-39 | 40-49 | 50-65 | 65-85 | Понад 85 |
| -------- | ----------- | ----- | ----- | ----- | ----- | ----- | ----- | -------- |
| Чоловіки | 3303        | 2023  | 1229  | 1973  | 2414  | 2321  | 1984  | 290      |
| Жінки    | 3155        | 1726  | 1164  | 1973  | 2274  | 2351  | 2498  | 691      |

## Суміжні округи
- Маршалл — північ
- Пеннінгтон — північний схід
- Ред-Лейк — північний схід
- Клірвотер — схід
- Меномен — південний схід
- Норман — південь
- Трейлл, Північна Дакота — південний захід
- Гранд-Форкс, Північна Дакота — захід

## Виноски
1. ↑  US Decennial Census. US Census Bureau. Процитовано 24 жовтня 2014.
2. ↑  Historical Census Browser. University of Virginia Library. Архів оригіналу за 11 серпня 2012. Процитовано 24 жовтня 2014.
3. ↑  Population of Counties by Decennial Census: 1900 to 1990. US Census Bureau. Процитовано 24 жовтня 2014.
4. ↑  Census 2000 PHC-T-4. Ranking Tables for Counties: 1990 and 2000 (PDF). US Census Bureau. Процитовано 24 жовтня 2014.
5. ↑  State & County QuickFacts. Бюро перепису населення США. Архів оригіналу за 7 червня 2011. Процитовано 1 вересня 2013.(англ.) Наведено за англійською вікіпедією.
6. ↑  American FactFinder. Бюро перепису населення США. Архів оригіналу за 26 лютого 2012. Процитовано 31 січня 2008.

| США | Це незавершена стаття з географії США. Ви можете допомогти проєкту, виправивши або дописавши її. |